# 三甲基(四甲基乙二胺)合锰(III)
三甲基(四甲基乙二胺)合锰(III)是一种金属有机化合物，结构式为(Me2NCH2CH2NMe2)MnMe3，这种深红色晶体于2016年首次被合成。

## 制备
将乙酰丙酮锰(III)悬浮于乙醚中，加入四甲基乙二胺，再在−78 °C下加入甲基锂的乙醚溶液，持续搅拌并升温至室温，得到暗红色溶液，过滤后加入戊烷溶剂，再次过滤，结晶出的晶体为该化合物。

## 衍生物
该配合物的阴离子盐早在1991年便已制得，这种盐由过量的甲基锂和乙酰丙酮锰(III)在乙醚中反应，用戊烷洗涤，结晶出红色的五甲基合锰(III)酸根配合物晶体：
Mn(acac)3 + 2 TMEDA + 5 CH3Li → [Li(TMEDA)]2[Mn(CH3)5] + 3 Li(acac)